# سيدني جورج سميث
سيدني جورج سميث (بالإنجليزية: Sydney George Smith)‏ هو سياسي نيوزلندي، ولد في 19 يناير 1879 في نيوزيلندا، وتوفي بنفس المكان في 21 مايو 1943. حزبياً، نشط في الحزب الليبيرالي النيوزيلندي. وقد انتخب وزير التعليم ‏ وانتخب عضو مجلس النواب نيوزيلندا.